# Acalypha psilostachya
Acalypha psilostachya là một loài thực vật có hoa trong họ Đại kích. Loài này được Hochst. ex A.Rich. mô tả khoa học đầu tiên năm 1850.